# Supercopa de Europa 2003
La Supercopa de Europa 2003 o Supercopa de la UEFA 2003 fue un partido de fútbol que enfrentó al ganador de la Liga de Campeones (Champions League) y de la Copa de la UEFA de la temporada anterior 2002-03. El partido tuvo lugar entre el AC Milan y el Fútbol Club Oporto, con victoria del equipo italiano por un gol a cero. El partido se celebró el 29 de agosto de 2003 en el Stade Louis II (Mónaco).

## Previo
Esta edición de la Supercopa de Europa fue la vigésimo novena.
El AC Milan ganó la Liga de Campeones de la UEFA 2002-03 al imponerse en la final a la Juventus en la tanda de penaltis después de haber empatado a cero el encuentro. Esta era la sexta vez que el equipo italiano disputaba este torneo. Ganó las Supercopas de 1989 (contra el FC Barcelona), 1990 (contra el Sampdoria) y 1994 (contra el Arsenal); Perdió esta competición en 1973 (contra el Ajax) y 1993 (contra el Parma). El equipo pudo contar para este partido con sus nuevos fichajes: Giuseppe Pancaro, Kaká y Cafú.
Por su parte el FC Oporto se clasificó para jugar este partido después de conquistar la Copa de la UEFA 2002-03, ganando la final ante el Celtic de Glasgow (3-2). El equipo ya disputó en una ocasión este torneo, en 1987, cuando venció al Ajax de Ámsterdam a doble partido. José Mourinho pudo contar con el nuevo fichaje del club, José Bosingwa. Sin embargo no pudo alinear a Nuno Valente debido a que vio una tarjeta roja en la final de la Copa de la UEFA. El equipo llegaba a este partido después de ganar su primer título esta temporada, la Supercopa de Portugal.

## Partido

### Primera parte
El partido comenzó igualado, aunque el AC Milan dispuso de las primeras oportunidades; primero un tiro de Shevchenko que Vítor Baía atrapó sin problemas y, al minuto siguiente, el portero portugués vuelve a intervenir con acierto un lanzamiento de Filippo Inzaghi.
En el minuto 10 del encuentro llegó el gol del AC Milan, obra de Andriy Shevchenko de cabeza tras un saque de falta lanzado por Rui Costa.
Después del tanto el AC Milan empezó a jugar más defensivamente. 
El Oporto dispuso de un lanzamiento de falta, aunque Deco no acertó con la portería rival. Siguió intentándolo el equipo portugués, con Deco como mejor jugador, aunque sin conseguir sobrepasar a la defensa italiana, teniendo que lanzar desde fuera del área para intentar poner en aprietos a Dida.
Derlei tuvo la mejor ocasión del FC Oporto en la primera parte, cuando en el minuto 38 cruza demasiado el balón en un lanzamiento sobre la meta rival.
En los últimos minutos el Oporto jugó con uno menos debido a que Benni McCarthy tuvo que ser atendido en la banda a consecuencia de unas molestias, aunque finalmente pudo seguir jugando.

### Segunda parte
Empezó el partido con una jugada de Shevchenko, que corta bien la defensa, iniciando un contraataque peligroso, que finalizó con un remate de Maniche que se marchó rozando larguero.
El Milan empezó a controlar el partido y a crear varias ocasiones. Shevchenko era el jugador más peligroso.
Poco a poco el conjunto portugués empezó a coger el mando del partido y a trenzar jugadas de ataque gracias a los esfuerzos de Maniche y Deco.
José Mourinho dio entrada a Edgaras Jankauskas para intentar empatar. El jugador entró con ganas en el terreno de juego y dispuso de varias ocasiones, aunque no tuvo suerte.
El AC Milan se dedicaba a defender, con Paolo Maldini y Rui Costa realizando un gran trabajo, aunque se lanzaba al ataque cuando le era posible, pero no pudo perforar la meta defendida por Vítor Baía en las tres ocasiones que dispuso (dos de Inzaghi y una de Rui Costa).
En los minutos finales el Oporto lo intentó, y a punto estuvo de marcar gracias a varios remates de Derlei, Bosingwa y Jankauskas. Con la presión ejercida por el adversario el Milan tuvo que conceder bastantes saques de esquina, aunque el Oporto no los aprovechó.
Se llegó al final del partido. El AC Milan ganó el torneo gracias al temprano gol de Andriy Shevchenko, a su gran trabajo defensivo y a un Oporto inofensivo en ataque.

## Detalles
| 1          | POR        | Dida              |     |
| 14         | DEF        | Dario Šimić       |     |
| 13         | DEF        | Alessandro Nesta  |     |
| 3          | DEF        | Paolo Maldini     |     |
| 26         | DEF        | Giuseppe Pancaro  |     |
| 8          | MED        | Gennaro Gattuso   |     |
| 21         | MED        | Andrea Pirlo      |     |
| 20         | MED        | Clarence Seedorf  | 71' |
| 10         | MED        | Rui Costa         | 85' |
| 7          | DEL        | Andriy Shevchenko | 76' |
| 9          | DEL        | Filippo Inzaghi   |     |
| Entrenador | Entrenador | Carlo Ancelotti   |     |

| 99         | POR        | Vítor Baía       |     |
| 22         | DEF        | Paulo Ferreira   |     |
| 2          | DEF        | Jorge Costa      |     |
| 4          | DEF        | Ricardo Carvalho |     |
| 5          | DEF        | Ricardo Costa    |     |
| 6          | MED        | Costinha         | 67' |
| 10         | MED        | Deco             |     |
| 18         | MED        | Maniche          |     |
| 15         | MED        | Dmitri Alenichev | 75' |
| 11         | DEL        | Derlei           |     |
| 77         | DEL        | Benni McCarthy   | 60' |
| Entrenador | Entrenador | José Mourinho    |     |

| 23 | MED | Massimo Ambrosini | 71' |
| 11 | DEL | Rivaldo           | 76' |
| 2  | DEF | Cafú              | 85' |

| 9  | DEL | Edgaras Jankauskas | 60' |
| 17 | DEF | José Bosingwa      | 67' |
| 25 | MED | Ricardo Fernandes  | 75' |

| Anotado | 10' | Andriy Shevchenko | 1-0 |

| Amonestado | 19' | Clarence Seedorf  |
| Amonestado | 83' | Andrea Pirlo      |
| Amonestado | 90' | Massimo Ambrosini |

| Amonestado | 86' | Ricardo Fernandes |
| Amonestado | 90' | Maniche           |

| Árbitro             | Graham Barber |
| Árbitros asistentes | David Babski  |
| Árbitros asistentes | David Bryan   |
| Cuarto árbitro      | Uriah Rennie  |

| 1          | POR        | Dida              |     |
| 14         | DEF        | Dario Šimić       |     |
| 13         | DEF        | Alessandro Nesta  |     |
| 3          | DEF        | Paolo Maldini     |     |
| 26         | DEF        | Giuseppe Pancaro  |     |
| 8          | MED        | Gennaro Gattuso   |     |
| 21         | MED        | Andrea Pirlo      |     |
| 20         | MED        | Clarence Seedorf  | 71' |
| 10         | MED        | Rui Costa         | 85' |
| 7          | DEL        | Andriy Shevchenko | 76' |
| 9          | DEL        | Filippo Inzaghi   |     |
| Entrenador | Entrenador | Carlo Ancelotti   |     |

| 99         | POR        | Vítor Baía       |     |
| 22         | DEF        | Paulo Ferreira   |     |
| 2          | DEF        | Jorge Costa      |     |
| 4          | DEF        | Ricardo Carvalho |     |
| 5          | DEF        | Ricardo Costa    |     |
| 6          | MED        | Costinha         | 67' |
| 10         | MED        | Deco             |     |
| 18         | MED        | Maniche          |     |
| 15         | MED        | Dmitri Alenichev | 75' |
| 11         | DEL        | Derlei           |     |
| 77         | DEL        | Benni McCarthy   | 60' |
| Entrenador | Entrenador | José Mourinho    |     |

| 23 | MED | Massimo Ambrosini | 71' |
| 11 | DEL | Rivaldo           | 76' |
| 2  | DEF | Cafú              | 85' |

| 9  | DEL | Edgaras Jankauskas | 60' |
| 17 | DEF | José Bosingwa      | 67' |
| 25 | MED | Ricardo Fernandes  | 75' |

| Anotado | 10' | Andriy Shevchenko | 1-0 |

| Amonestado | 19' | Clarence Seedorf  |
| Amonestado | 83' | Andrea Pirlo      |
| Amonestado | 90' | Massimo Ambrosini |

| Amonestado | 86' | Ricardo Fernandes |
| Amonestado | 90' | Maniche           |

| Árbitro             | Graham Barber |
| Árbitros asistentes | David Babski  |
| Árbitros asistentes | David Bryan   |
| Cuarto árbitro      | Uriah Rennie  |

| \| Estadísticas \| Milan \| Porto \| \| Goles \| 1 \| 0 \| \| Posesión de balón \| 58% \| 42% \| \| Tarjetas amarillas \| 3 \| 2 \| \| Tarjetas rojas \| 0 \| 0 \| |       |       |
| Estadísticas | Milan | Porto |
| Goles | 1     | 0     |
| Posesión de balón | 58%   | 42%   |
| Tarjetas amarillas | 3     | 2     |
| Tarjetas rojas | 0     | 0     |

|                                |
| Bandera de Italia              |
| Campeón A. C. Milan 4.º título |

### Incidencias
Partido disputado en el Stade Louis II de Mónaco ante 16885 personas. Andriy Shevchenko fue elegido mejor jugador del encuentro.